# The Dunwich Horror (película de 2009)
The Dunwich Horror (en español - El horror de Dunwich) es una película estadounidense para televisión estrenada en el año 2009. Está basada en la historia El horror de Dunwich, escrita por H. P. Lovecraft y es un remake de la película del mismo nombre de 1970. El film está protagonizado por Jeffrey Combs, Sarah Lieving y Dean Stockwell.

## Sinopsis
En Luisiana, una madre soltera da a luz a gemelos, uno de ellos es un niño normal y el otro es una especie de monstruo. Diez años después, el doctor Henry Armitage y su asistente, la profesora Fay Morgan, empiezan una frenética búsqueda del libro de los muertos o Necronomicón con el fin de detener los terribles sucesos que dieron inicio con el nacimiento de los gemelos. 

## Reparto
- Sarah Lieving - Fay Morgan
- Griff Furst - Walter Rice
- Dean Stockwell - Henry Armitage
- Jeffrey Combs - Wilbur
- Natacha Itzel - Caitlin
- Lauren Michele - Lavina
- Lacey Minchew - Amanda
- M. Steven Felty - Zecheria
- Collin Galyean - Tom
- Jeffrey Alan Pilars - Olas Wormius
- Richard Zeringue - Padre Hoadley
- Shirly Brener - Señora Bowers
- Britney M. Hurst - Zumi